# طواف سان سيباستيان 2016
طواف سان سيباستيان 2016 هو سباق دراجات هوائية أقيم بتاريخ 30 يوليو 2016، تكون السباق من مرحلة واحدة، استغرق السباق 5 ساعة 31 دقيقة 01 ثانية. فاز به الهولندي باوك موليما وحلّ ثانيا الفرنسي توني قالوبا بينما حصل على المركز الثالث الإسباني أليخاندرو بالبيردي.

## الترتيب
| م                     | الدرّاج             | البلد   | الزمن                    |
| --------------------- | ------------------ | ------- | ------------------------ |
| الفائز بالترتيب العام | باوك موليما        | هولندا  | 5 ساعة 31 دقيقة 01 ثانية |
| الثاني                | توني قالوبا        | فرنسا   |                          |
| الثالث                | أليخاندرو بالبيردي | إسبانيا |                          |

## روابط خارجية
- طواف سان سيباستيان 2016 على موقع إحصائيات الدراجات الإحترافية (الإنجليزية)